# Хасэгава, Цубаса
Цубаса Хасэгава (род. 8 февраля 1994 года, Япония) — японский конькобежец. Специализируется на дистанции 500 метров.
В 2011 году на Чемпионате мира по конькобежному спорту среди юниоров в дистанции 500 метров выиграл бронзовую медаль, в 2012 году на этих же соревнованиях взял серебряную медаль, в 2013 году — завоевал золото.
В 2016 году на Кубке мира по конькобежному спорту в командном спринте выиграл бронзовую медаль. На этих же соревнованиях которые проводились в 2017 году в дистанции 500 метров занял 8-е место.
На Чемпионате мира по конькобежному спорту на отдельных дистанциях 2016 в дистанции 500 метров занял 11-е место. В 2017 году участвуя в этом же чемпионате в дистанции 500 метров занял 6-е место.
Принял участие в Чемпионате мира по конькобежному спорту в спринтерском многоборье 2017, заняв 13-е место в таблице.

## Личные рекорды
| Дистанция | Дата             | Арена   | Время   |
| --------- | ---------------- | ------- | ------- |
| 500м      | 26 февраля 2017  | Калгари | 34,45   |
| 1000м     | 25 февраля 2017  | Калгари | 1.08,49 |
| 1500м     | 16 марта 2014    | Калгари | 1.49,90 |
| 3000м     | 26 сентября 2010 | Обихиро | 4.17,40 |